# George Hopkinson
Pour les articles homonymes, voir Hopkinson.
George Frederick Hopkinson (14 décembre 1895 - 9 septembre 1943) est un major général de l'armée britannique qui a commandé la 1re division aéroportée pendant la Seconde Guerre mondiale. Tué au combat pendant la campagne d'Italie, il fut le seul général aéroporté britannique à perdre la vie pendant le conflit.